# Oligotrophini
Tribu
Les Oligotrophini sont une tribu d'insectes diptères nématocères de la sous-famille des Cecidomyiinae. 

## Liste des genres
Selon BioLib (12 février 2023) :
- genre Acericecis Gagné, 1983
- genre Oligotrophus Latreille, 1805
- genre Pemphigocecis Rübsaamen, 1915
- genre Schueziella Möhn, 1961
- genre Walshomyia Felt, 1908

Selon ITIS (26 mai 2019) :
- genre Acericecis
- genre Camptoneuromyia
- genre Celticecis
- genre Craneiobia
- genre Cystiphora
- genre Dasineura
- genre Ficiomyia
- genre Iteomyia
- genre Janetiella
- genre Kaltenbachiola
- genre Lygocecis
- genre Mayetiola
- genre Oligotrophus
- genre Phaenolauthia Kieffer
- genre Procystiphora
- genre Rabdophaga
- genre Rhopalomyia
- genre Sackenomyia
- genre Semudobia
- genre Walshomyia